# 음소
음소(Phoneme, 音素)는 한 언어에서 낱말을 구별하는 기능을 하는 모든 소리의 추상적인 집합이다. 즉, 한 낱말에서 음소가 바뀌면 그 낱말 자체가 다른 뜻이 될 수 있다는 것이다. 전통적 한국어 연구에서는 음운(音韻)이라고 하며, 낱소리라고 하기도 한다.
음소는 한 언어 내에서 정의되는 것이므로, 서로 다른 2개의 음가가 언어에 따라서는 서로 같은 음소로 인식될 수도, 서로 다른 음소로 인식될 수도 있다. 일례로 영어에서 R과 L의 발음은 서로 구별되지만, 한국어나 일본어에서는 구별되지 않으므로 별개의 음소로 여겨지지 않는다.
음소 하나로 구분되는 두 낱말을 최소 대립쌍(minimal pair)이라 한다. 예를 들어 ‘물’, ‘불’, ‘뿔’, ‘풀’은 ㅁ, ㅂ, ㅃ, ㅍ을 구분짓는 최소 대립쌍이다.
음소는 여러 가지 자질을 지니며, 음소의 차이를 가져오는 자질의 차이를 변별 자질(distinctive features)이라고 한다. 자질의 유무는 +/- 기호를 통해 표기한다.

## 예시
영어 단어 cell과 set은 마지막 자음 소리를 제외하고 동일한 소리 배열을 가진다. 국제 음성 기호(IPA)로 표기하면 각각 /sɛl/과 /sɛt/이다. 여기서 /l/과 /t/는 단어의 의미를 구별하는 요소이므로, 각각 영어의 음소로 간주된다. 보다 구체적으로, /l/과 /t/는 자음 음소이며, /s/ 또한 자음 음소에 해당한다. 반면 /ɛ/는 모음 음소이다.
영어 철자는 음소 체계와 완전히 일치하지 않기 때문에, knot, nut, gnat와 같은 단어들은 철자와 관계없이 공통적으로 자음 음소 /n/과 /t/를 포함하며, 내부의 모음 음소만 차이를 보인다. 즉, 이 단어들은 각각 /ɒ/, /ʌ/, /æ/를 포함한다. 비슷한 예로, pushed는 /pʊʃt/로 표기되며, 이는 /p/, /ʊ/, /ʃ/, /t/ 네 개의 음소가 조합된 형태이다.
음소로 인식되는 소리는 언어와 방언에 따라 달라진다. 예를 들어, 영어에서는 [n] (listen)과 [ŋ] (listen)이 서로 다른 음소로 구별되는데, sin과 sing을 비교하면 각각 /sɪn/과 /sɪŋ/으로 발음되어 의미가 달라진다. 반면, 스페인어에서는 [pan]과 [paŋ]이 같은 단어 (pan, "빵")의 방언적 변이음으로 간주되어 의미 차이가 발생하지 않는다. 이처럼 하나의 음소가 환경에 따라 다르게 발음되는 경우를 변이음(allophone)이라고 한다.
언어학자들은 국제 음성 기호를 사용할 때, 음소 표기를 슬래시(/ /)로, 보다 세부적인 발음 차이를 대괄호([ ])로 나타낸다. 이를 음소적(phonemic) 표기와 음성적(phonetic) 표기의 차이로 설명할 수 있다. 예를 들어, tap과 tab, 혹은 pat과 bat의 차이를 음소적으로 표기하면 각각 /p/와 /b/로 나타낼 수 있다. 반면, 구체적인 발음 차이는 대괄호로 표기되며, spit에서의 [p]와 pit에서의 [pʰ]는 영어에서 /p/의 변이음으로 간주된다. 여기서 [pʰ]는 추가적인 기류가 동반되는 유기음이다.
음소의 개념과 언어 분석 방식에는 다양한 견해가 존재한다. 일반적으로 음소는 여러 변이음의 집합(또는 등가적 범주)으로 간주되며, 특정 언어의 원어민들이 하나의 기본적인 소리 단위로 인식하는 요소이다. 음소는 단어 속에서 추상적인 기저 형태(underlying representation)로 존재하지만, 실제 발음될 때는 여러 변이음을 포함하는 표면 형태(surface form)로 실현된다. 변이음은 특정 환경에서 미세한 조음 차이를 보이지만, 의미 차이를 발생시키지 않는다.
예를 들어, 미국 영어에서 t는 환경에 따라 다양한 소리로 발음된다.
- cat에서는 성문 폐쇄음 [ʔ] (또는 유사한 성문음)
- dating에서는 치경 탄음 [ɾ]
- stick에서는 치경 파열음 [t]
- tie에서는 유기음화된 치경 파열음 [tʰ]

그러나 미국 영어 화자들은 이러한 소리를 하나의 음소 /t/로 인식하며, 이를 구별하는 데 별다른 인지적 노력을 기울이지 않는다.

## 설정 기준

A simplified procedure for determining whether two sounds represent the same or different phonemes

음소란 특정 언어나 방언에서 화자들이 동일한 기능을 가진다고 인식하는 하나의 소리 또는 여러 개의 소리 집합을 의미한다. 예를 들어, 영어의 음소 /k/는 cat, kit, scat, skit 등의 단어에서 나타난다. 대부분의 원어민들은 이를 인식하지 못하지만, 영어의 여러 방언에서는 이러한 단어 속 "c/k" 소리가 완전히 동일하지 않다.
예를 들어, kit (도움말·정보)에서의 [k]는 기식음으로 발음되지만, skill (도움말·정보)의 [k]는 무기음으로 발음된다. 이를 국제 음성 기호(IPA)로 표기하면, 기식음은 [kʰ], 무기음은 [k]로 나타난다. 하지만 영어 화자들은 이 두 소리를 같은 음소로 인식하며, skill에서 [kʰ]를 사용하면 다소 부자연스럽게 들릴 수 있지만 단어의 의미 자체가 변하지는 않는다. 반면, 다른 소리로 대체하면 단어의 의미가 바뀔 수 있다. 예를 들어, skill에서 [k]를 [t]로 바꾸면 still이 되어 완전히 다른 단어가 되므로, [t]는 별개의 음소 /t/로 간주된다.
위와 같은 예시를 통해, 영어에서는 [k]와 [kʰ]가 음소 /k/의 변이음(allophone)임을 알 수 있다. 그러나 일부 언어에서는 [kʰ]와 [k]가 서로 구별되는 음소로 인식된다. 예를 들어, 아이슬란드어에서 [kʰ]는 kátur ("명랑한")의 첫 번째 소리이며, [k]는 gátur ("수수께끼")의 첫 번째 소리이다. 이 경우, [kʰ]와 [k]는 각각 별도의 음소 /kʰ/와 /k/로 구별된다.

### 최소 대립쌍
위에서 언급한 kátur와 gátur처럼 단 하나의 음소 차이만으로 구별되는 단어 쌍을 최소 대립쌍이라 한다. 최소 대립쌍은 두 개의 소리가 서로 다른 음소인지, 아니면 동일한 음소의 변이음(allophone)인지 판별하는 일반적인 기준으로 사용된다.
또 다른 예로, 영어의 tip과 dip은 [t]와 [d]의 차이만으로 구별되는 최소 대립쌍이다. 따라서 영어에서는 [t]와 [d]가 별개의 음소 /t/와 /d/로 구별된다고 할 수 있으며, 원어민들은 이 두 소리를 명확히 구별하여 인식한다.
그러나 최소 대립쌍이 존재하지 않는다고 해서 반드시 두 개의 소리가 동일한 음소의 변이음이라고 단정할 수는 없다. 경우에 따라 두 소리가 음운 체계상 너무 이질적이어서 원어민들이 이를 동일한 음소로 인식하지 않는 경우도 있다. 예를 들어, 영어에서 [h] (hat의 첫 소리)와 [ŋ] (bang의 끝 소리)는 최소 대립쌍이 존재하지 않으며, 상보적 분포를 보인다. 이는 두 소리가 같은 음소의 변이음일 가능성을 배제하지는 않지만, 실제로는 발음상 너무 다르기 때문에 각각 별개의 음소로 간주된다. 이러한 사례는 음소를 정의할 때 단순한 어휘적 대비뿐만 아니라 체계적 대비도 고려해야 함을 보여준다. 따라서 음소는 어휘적으로 대비되는 최소 단위이자, 체계적으로 구별되는 최소 음운 단위로 정의할 수 있다.
음운론자들은 경우에 따라 "준 최소 대립쌍"을 활용하여 두 소리가 음소적으로 구별됨을 입증하기도 한다. 예를 들어, 영어의 /ʃ/와 /ʒ/를 구별하는 명확한 최소 대립쌍을 찾기는 어렵지만, pressure /ˈprɛʃər/와 pleasure /ˈplɛʒər/은 준 최소 대립쌍으로 간주될 수 있다. 이 경우 추가적인 차이(/r/ 대 /l/)가 존재하지만, 그 차이가 음소 구별성을 훼손할 정도는 아니다. 실제로 드문 단어를 포함하면 /ʃ/와 /ʒ/의 최소 대립쌍을 찾을 수도 있다. 예를 들어, Confucian /kənˈfjuːʃən/과 confusion /kənˈfjuːʒən/은 이 두 음소를 구별하는 최소 대립쌍의 예가 된다.

## 변이음의 분포
하나의 음소가 둘 이상의 변이음을 가질 경우, 특정 환경에서 어떤 변이음이 실제로 발음되는지는 주변 음운 환경에 따라 달라질 수 있다. 일반적으로 동일한 환경에서 함께 나타날 수 없는 변이음들은 상보적 분포에 있다고 한다. 즉, 특정 변이음은 특정 환경에서만 나타나며, 다른 변이음과 겹치지 않는다.
반면, 어떤 경우에는 변이음의 선택이 개별 화자(speaker)나 예측할 수 없는 요인에 의해 결정되기도 한다. 이러한 변이음을 자유 변이(free variation)에 있다고 한다. 하지만 변이음은 항상 특정한 음성적 맥락에서 선택되며, 반대로 변이음이 음성 환경을 결정하는 것은 아니다.

## 같이 보기
- 음운론
- 음소 문자
- 자소 (언어학)
- 낱자